# Баба (богиня)

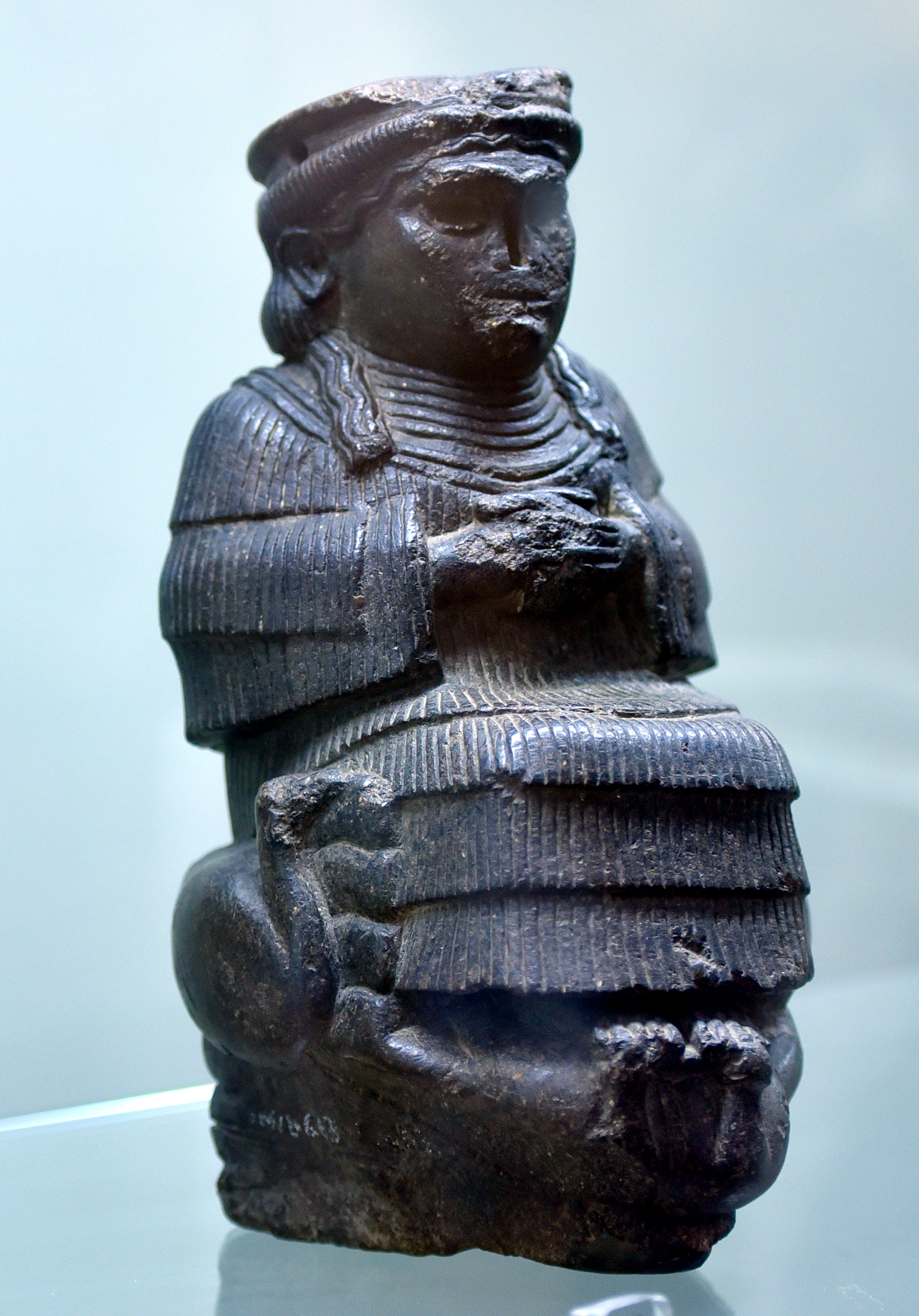
Фігура Баби з Ура, бл. 1800 р. до н.е.

Баба або Бабу (клинопис: 𒀭𒁀𒌑) — шумерська та месопотамська міфологічна богиня, вважалася донькою верховного бога Ану і дружиною бога Нінгірсу або Забаби.

## Історія
Спочатку вважалася життєдайною богинею, прародителькою, пов’язаною із створенням людства. Пізніше, протягом ІІІ та ІІ тисячоліть до нашої ери вона також набула ролі богині-цілительки. Її можна описати як божественну повитуху. У мистецтві її могли зображати в компанії водоплавних птахів або скорпіонів.
Зокрема, поклонялися у Лагаші і Гірсу, де її чоловіком був бог Нінгірсу. Серед їхніх дітей були такі божества, як Ігалім, Шульшага та Геґір. Починаючи з Старовавилонського періоду Бабу також розглядалася як дружину Забаби, бога-покровителя Кіша. Іншим божеством, пов'язаним з нею, була її супутня богиня Ламмашага.
Наприкінці ІІ тисячоліття до нашої ери її також почали асоціювати з Гулою, і її можна було прирівняти до неї, хоча також відомі тексти, де вони є двома окремими богинями. В одному випадку Баба описується як божество, яка наділила її становищем Гулу.
Найдавніші свідчення вказують на те, що початковим культовим центром Баби був Гірсу, і що спочатку їй також поклонялися в Лагаші. 
Записи представляють Бабу як «життєдайне» і «материнське» божество. Гімн часів правління Ішме-Даган зберігає традицію, згідно з якою вона вважалася матір'ю людства. А її пізніша цілительська роль була пов’язана з домашніми релігійними практиками. Як богиня-цілитель Баба також була пов'язана з акушерством.
Її також вважали богинею достатку, і як таку в мистецтві зображували з вазою з потоками води. Крім того, вважалося, що вона здатна виступати посередником з іншими божествами від імені прохачів, як заступниця та покровителька.
В інших контекстах, імовірно, пов’язаних з її роллю берегині, дружини чи матері, Баба могла бути зображена зі скорпіонами (асоціюються зі шлюбом), лебедями чи різними водоплавними птахами. Різноманітні символи, присвоєні їй, вказують на те, що вона була багатогранним божеством.
Кілька царів цього міста залишили після себе написи, в яких згадується про неї, і деякі з них, наприклад Урукагіна, називали її своєю божественною матір'ю. Вона також засвідчена в теофоричних іменах багатьох простих людей. Приклади включають: «Баба виявляє милосердя», «Баба — вічна мати», «Хто милосердніший, як Баба», «Баба піклується», «Баба — моє світло» та інші. Важливість Баби ще більше зросла під час правління Другої династії Лагаша (бл. 2230-2110 рр. до н. е.) через її зв’язок з Нінгірсу. Ґудеа назвав її «Королевою, яка вирішує долю в Гірсу»
Територія, де їй спочатку поклонялися, занепала в Старовавилонський період, і її культ перенесли до Кіша, де продовжували шанувати аж до Нововавилонського періоду. Вона також засвідчена в текстах з Урука, що датуються періодом Селевкідів.